# Freiwurf (Basketball)

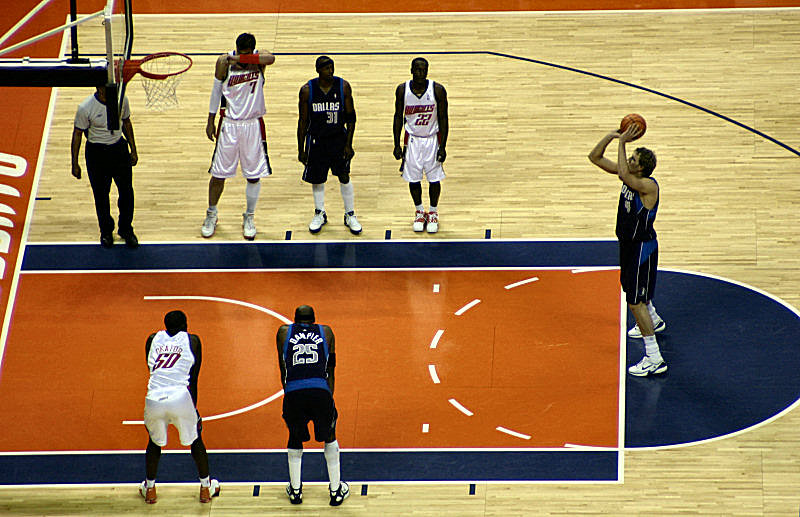
Ein Freiwurf durch Dirk Nowitzki

Ein Freiwurf ist beim Basketball eine Möglichkeit für einen Spieler, durch einen ungehinderten Wurf einen Punkt zu erzielen. Freiwürfe werden einer Mannschaft nur nach einem Foul durch den Gegner zugesprochen.

## Spielsituationen
Einen oder mehrere Freiwürfe gibt es, wenn ein Spieler des Gegners ein persönliches oder unsportliches Foul begeht oder wenn Spieler, Ersatzspieler, Trainer oder Mannschaftsbegleiter ein technisches oder disqualifizierendes Foul begehen.

### Einschränkung bei persönlichen Fouls
Freiwürfe gibt es bei einem persönlichen Foul nur dann, wenn ein Spieler beim Wurf oder beim Zug zum Korb gefoult wird, oder wenn die Mannschaftsfoulgrenze erreicht wurde. Als Mannschaftsfoul werden alle von einem Team begangenen Defensivfouls gewertet. Die Grenze liegt in Deutschland, bei Spielen der FIBA und in der NBA bei fünf Fouls pro Viertel.
Bei Offensivfouls, also Fouls eines Spielers der ballführenden Mannschaft, werden keine Freiwürfe ausgeführt.

## Anzahl der Freiwürfe
Die Anzahl der Freiwürfe richtet sich nach der zugrunde liegenden Aktion:
- Wird ein Spieler bei einer Korbaktion oder bei einem Wurf gefoult und der Ball geht in den Korb, so zählen die Punkte und der Spieler erhält zusätzlich einen Freiwurf. Dies gilt auch für unsportliche oder disqualifizierende Fouls, die sich bei einer Korbaktion oder einem Wurf ereignen.
- Wird ein Spieler bei einer Korbaktion oder bei einem Wurf gefoult und der Ball geht nicht in den Korb, so erhält der Spieler zwei oder drei Freiwürfe, abhängig davon, wie viele Punkte der Wurf erzielt hätte. Ein normaler Korb hätte also zwei Freiwürfe, ein Dreipunktwurf drei Freiwürfe  zur Folge.
- Bei technischen Fouls gibt es einen Freiwurf.

## Festlegung des Freiwerfers
Bei persönlichen und unsportlichen Fouls muss der gefoulte Spieler die Freiwürfe ausführen. Ist dies aufgrund einer Verletzung nicht möglich, führt sein Ersatzspieler die Freiwürfe aus.
Bei einem technischen Foul kann die gefoulte Mannschaft selbst bestimmen, welcher Spieler die Freiwürfe ausführen soll.

## Positionen der Spieler

### Position des Freiwerfers

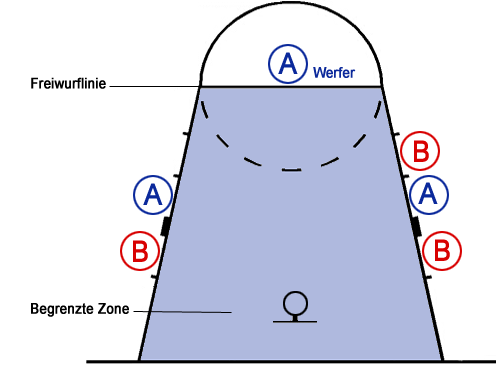
Schematische Darstellung der Aufstellung an der begrenzten Zone während Freiwürfe ausgeführt werden.

Der Freiwerfer nimmt bei der Durchführung der Freiwürfe seine Position hinter der Freiwurflinie am oberen Ende der begrenzten Zone und innerhalb des Halbkreises ein. Der Werfer darf dabei die Freiwurflinie nicht berühren oder überqueren, bevor der Ball den Ring berührt hat. Dabei darf, nachdem der Ball den Korb berührt hat, beim zweiten Wurf zum Konter oder zur Ballfestigung gestört werden.

### Positionen der übrigen Spieler
Höchstens fünf Spieler dürfen sich an den seitlichen Linien der begrenzenden Zone in den dafür vorgesehenen Positionen aufstellen (siehe Abbildung) (Abweichungen gibt es im amerikanischen College-Basketball). Die jeweils untere Position beider Seiten, die am nächsten zur Grundlinie und zum Korb liegt, darf jeweils nur von einem Spieler der Mannschaft besetzt werden, die den Freiwurf nicht ausführt (hier Mannschaft B). Daneben darf sich auf jeder Seite jeweils ein Spieler der werfenden Mannschaft aufstellen (Mannschaft A). Zusätzlich darf sich ein weiterer Spieler der nicht werfenden Mannschaft an einer der beiden Seiten neben einem der Gegenspieler aufstellen (Spieler der Mannschaft B).
Die weiteren Spieler müssen sich außerhalb des Zweipunktbereiches (hinter der Dreipunktlinie) und hinter der Freiwurflinie (höchstens auf gleicher Höhe wie der Freiwerfer oder hinter ihm) aufhalten. Die Spieler an der Zone dürfen ihre Positionen erst verändern, wenn der Ball die Hand des Werfers verlassen hat. Alle anderen Spieler dürfen erst dann in die Zone, wenn der Ball den Ring berührt hat.
Der geworfene Ball muss den Ring berühren oder (von oben) durch ihn fallen: Ein direktes Anspiel oder ein indirektes Anspiel über das Brett oder den Boden sind nicht erlaubt.